# Punto caldo delle Samoa

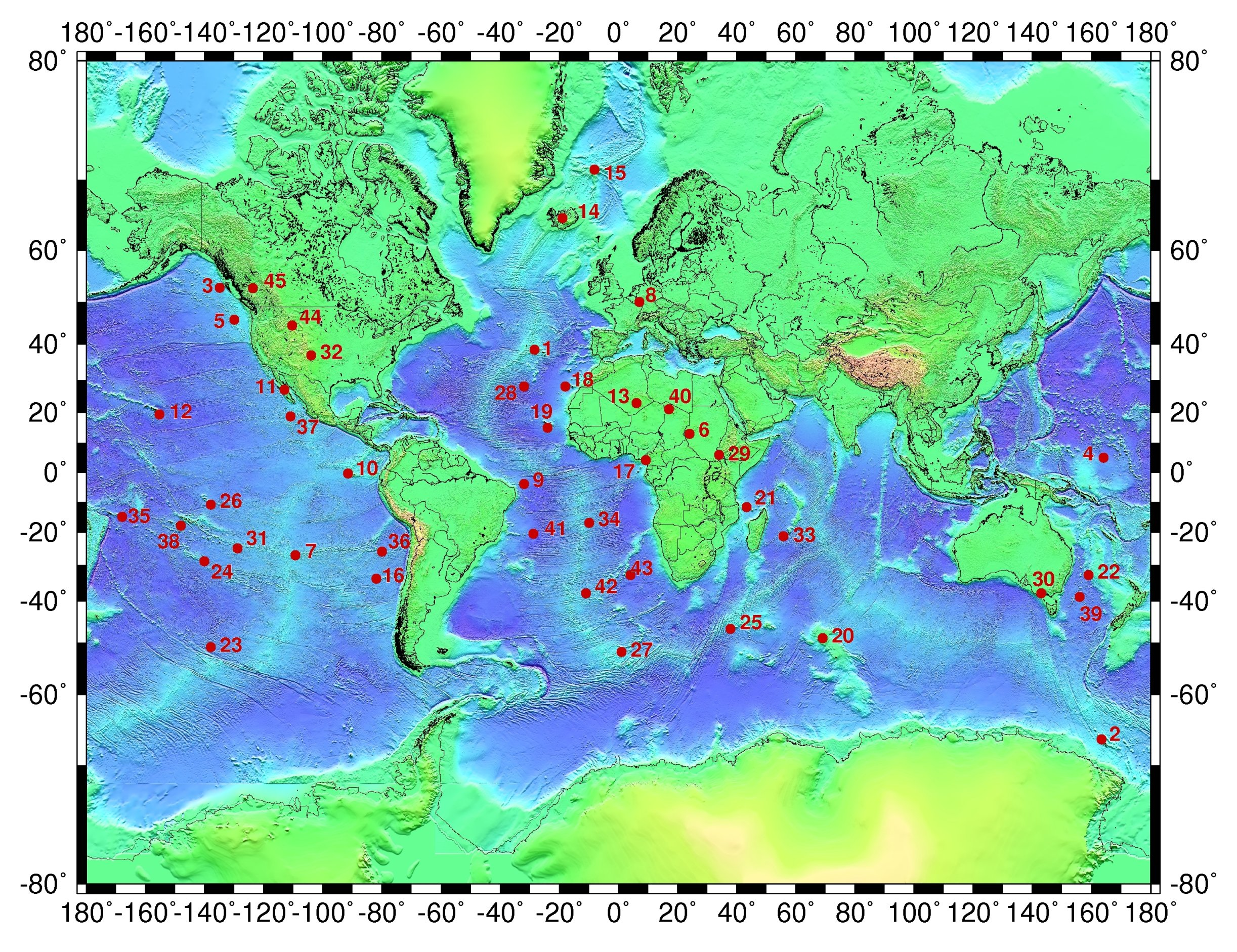
Il punto caldo delle Samoa è situato all'estrema sinistra della mappa, identificato dal numero 35.

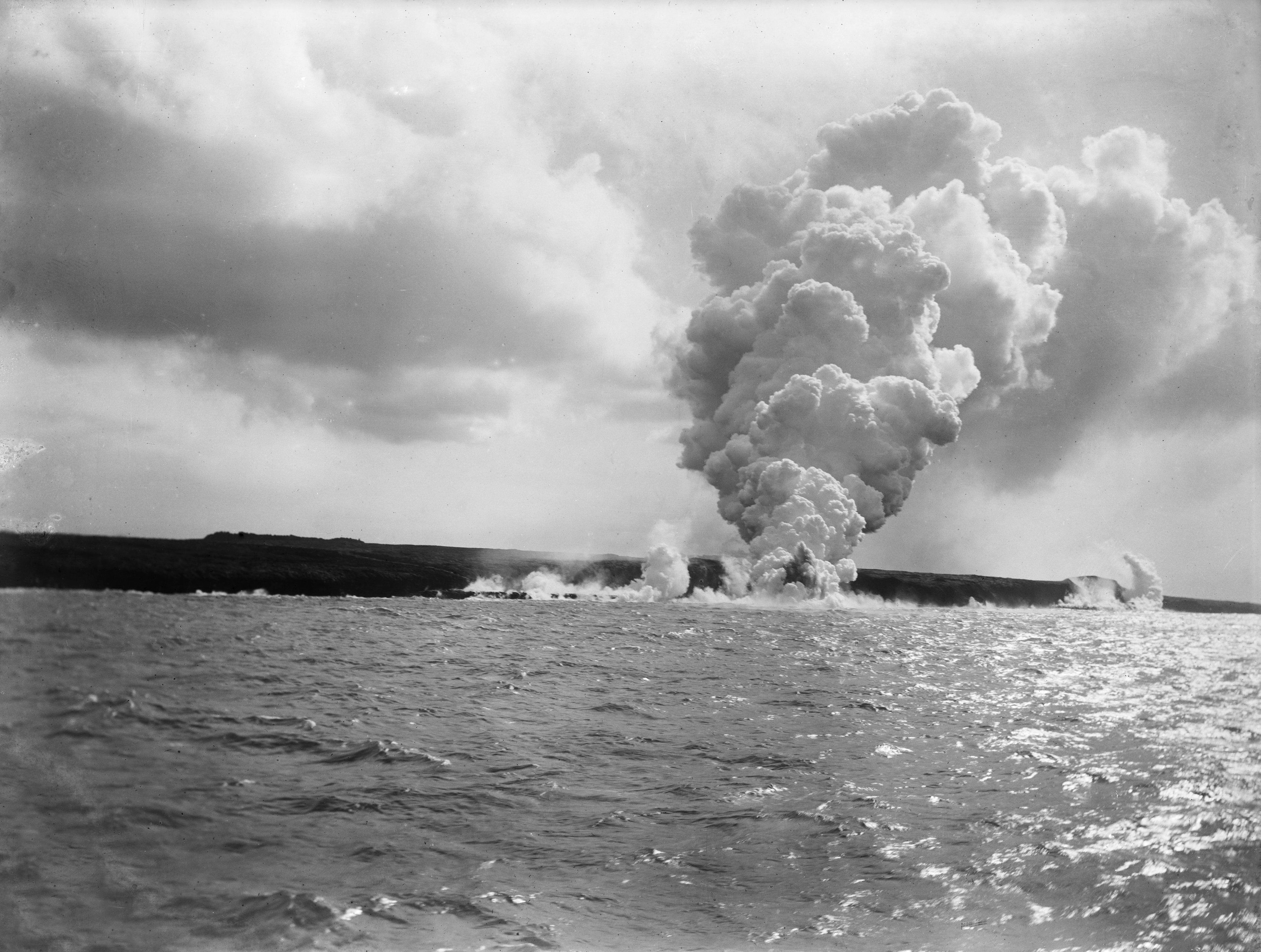
L'eruzione del monte Matavanu nell'isola di Savai'i, nel 1905.

Il punto caldo delle Samoa è un punto caldo vulcanico situato nella parte meridionale dell'Oceano Pacifico.

## Caratteristiche
Il modello dei punti caldi implica la risalita di un pennacchio di magma fuso attraverso la crosta terrestre per spiegare la formazione delle isole vulcaniche. La teoria del punto caldo fu elaborata nel 1963 dal geofisico canadese John Tuzo Wilson sulla base della catena di isole vulcaniche delle Hawaii.
Secondo tale teoria, il punto caldo delle Samoa è collegato al movimento della placca pacifica al di sopra di un punto caldo fisso situato al di sotto delle Isole Samoa.
Il punto caldo delle Samoa comprende le Isole Samoa (sia le Samoa Americane che Samoa) e si estende fino all'isola di Uvea o all'isola Wallis (Wallis e Futuna) e Niulakita (Tuvalu), ma include anche  le formazioni sottomarine dei Banchi di Pasco.
Nel corso del lento movimento della placca pacifica al di sopra del punto caldo, si attiva l'attività termica e il magma fuoriesce da un pennacchio del mantello attraverso la crosta terrestre, dando così luogo alla formazione di ciascuna isola della catena vulcanica. Le Isole Samoa sono disposte in  linea retta da est a ovest, nella stessa direzione del movimento della placca tettonica al di sopra del punto caldo.
Una caratteristica di un tipico punto caldo, come quello delle Hawaii, è che le isole situate più lontano dal punto caldo sono progressivamente più vecchie, mentre le isole più giovani sono quelle più nuove vicino al punto caldo, come il Loihi, l'unico vulcano sottomarino che è stato studiato in dettaglio dagli scienziati. La ricerca scientifica risultante dagli studi sul Loihi ha prodotto un "modello Hawaii" per i punti caldi, collegato principalmente alle informazioni raccolte nelle Isole Hawaii.
Il punto caldo delle Samoa rappresenta tuttavia un enigma per gli studiosi. Nella parte più orientale dell'isola di Taʻu e nella parte più occidentale dell'isola di Savai'i si sono infatti verificate eruzioni negli ultimi 150 anni. L'eruzione più recente su Savai'i è avvenuta nel monte Matavanu tra il 1905 e il 1911, e su Ta'u 
nel 1866.